# Hrabstwo Penobscot
Hrabstwo Penobscot (Penobscot County) – hrabstwo we wschodniej części amerykańskiego stanu Maine. Zajmuje powierzchnię 9210 km² i liczy 153 923 mieszkańców (2010). Ośrodkiem administracyjnym hrabstwa jest Bangor. Powstało w 1816 roku.

## Miasta
- Alton
- Bangor
- Brewer
- Bradford
- Bradley
- Burlington
- Carmel
- Charleston
- Chester
- Clifton
- Corinna
- Corinth
- Dexter
- Dixmont
- East Millinocket
- Eddington
- Edinburg
- Enfield
- Etna
- Exeter
- Garland
- Glenburn
- Greenbush
- Hampden
- Hermon
- Holden
- Howland
- Hudson
- Kenduskeag
- Lakeville
- Lee
- Levant
- Lincoln
- Lowell
- Mattawamkeag
- Maxfield
- Medway
- Milford
- Millinocket
- Mount Chase
- Newburgh
- Newport
- Orono
- Old Town
- Orrington
- Passadumkeag
- Patten
- Plymouth
- Springfield
- Stacyville
- Stetson
- Veazie
- Winn
- Woodville

## CDP
- Dexter
- East Millinocket
- Hampden
- Howland
- Lincoln
- Milford
- Millinocket
- Newport
- Orono